# Sympetrum commixtum
Sympetrum commixtum là loài chuồn chuồn trong họ Libellulidae. Loài này được Selys mô tả khoa học đầu tiên năm 1884.